# Chondrodactylus
Genre
Chondrodactylus est un genre de geckos de la famille des Gekkonidae.

## Répartition
Les cinq espèces de ce genre se rencontrent en Afrique australe et en Afrique de l'Est.

## Liste des espèces
Selon The Reptile Database (17 août 2015) :
- Chondrodactylus angulifer Peters, 1870
- Chondrodactylus bibronii (Smith, 1846)
- Chondrodactylus fitzsimonsi (Loveridge, 1947)
- Chondrodactylus pulitzerae (Schmidt, 1933)
- Chondrodactylus turneri (Gray, 1864)

## Publication originale
- Peters, 1871 "1870" : Beitrag zur Kenntnis der herpetologische Fauna von Südafrika. Monatsberichte der Königlich Preussischen Akademie der Wissenschaften zu Berlin, vol. 1870, p. 110-115.